# 福特峰
福特峰（英語：Ford Peak）
是南極洲的山峰，位於維多利亞地的斯科特海岸，處於比靈山以西12公里，海拔高度1,830米，由新西蘭探險隊命名，現時由南極條約體系管理。